# Sweder Ferdinandus Antonius Canisius Maria van Wijnbergen

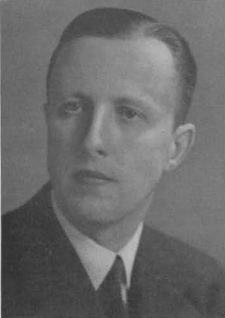
Burgemeester S.F.A.C.M. baron van Wijnbergen

Dr. Sweder Ferdinandus Antonius Canisius Maria baron van Wijnbergen (Eindhoven, 16 december 1897 – Wassenaar, 30 maart 1967) was een Nederlands burgemeester.

## Biografie
Van Wijnbergen was lid van de familie Van Wijnbergen en een zoon van het latere Tweede Kamerlid mr. Antonius Ignatius Maria Josephus baron van Wijnbergen (1869-1950) en Pauline Hermanse Elisabeth van Sonsbeeck (1872-1945), lid van de familie Van Sonsbeeck. In 1926 promoveerde hij in de filosofie aan de Gregoriaanse Universiteit te Rome. Daarna werd hij volontair bij de gemeente Jutphaas om in 1928 benoemd te worden tot burgemeester van Waalre. In die laatste gemeente maakte hij een enorme bevolkingsuitbreiding mee, met alle gevolgen van dien, vanwege de opkomende industriestad Eindhoven. Tevens werd er tijdens zijn burgemeesterschap een nieuw gemeentehuis gebouwd. In 1931 werd hij benoemd tot burgemeester van Lisse; in die plaats maakte hij de crisisjaren door, en werd een gewaardeerde burgervader. In 1937 gingen er geruchten in de media dat hij benoemd zou worden tot burgemeester van Maastricht, maar per 1 oktober 1938 volgde zijn benoeming tot burgemeester van Wassenaar. Dit laatste ambt zou hij tot 1960 vervullen, met een onderbreking in de oorlogsjaren toen de NSB'er jhr. D. de Blocq van Scheltinga die functie vervulde. In 1955 werd hij benoemd tot Officier in de Orde van Oranje-Nassau. In 1960 vroeg hij vanwege zijn gezondheid ontslag als burgemeester waarna hij werd opgevolgd door Molly Geertsema.
Van Wijnbergen trouwde in 1937 met de beeldend kunstenares jkvr. Judy Michiels van Kessenich (1901-1972), lid van de familie Michiels en dochter van Eerste Kamerlid mr. Georges Alphonse Hubert baron Michiels van Kessenich (1869-1947); uit dit huwelijk werden geen kinderen geboren.